# Константінос Енглецакіс
Константінос Енглецакіс (1 січня 2001) — грецький плавець.
Учасник Олімпійських Ігор 2020 року, де в попередніх запливах на дистанції 800 метрів вільним стилем не стартував.